# Македонска земя
„Македонска земя“ с подзаглавие Седмичник за история, литература и общественост е български вестник, излизал в София в 1936 година.

## История
Редакторът му Димитър Григоров Зафиров е член на Македонския литературен кръжок. От вестника излизат 6 броя. Печата се в печатница „Съгласие“.